# Gardénie jasmínovitá

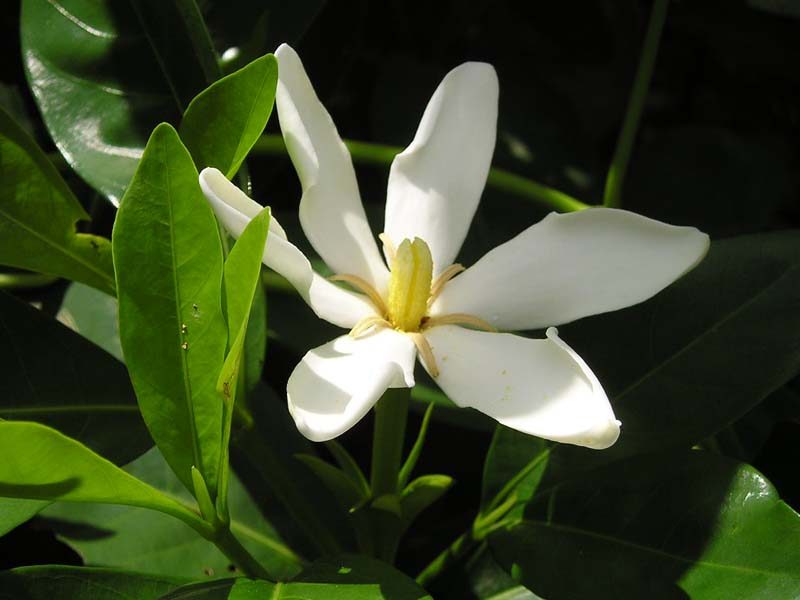
Květ

Gardénie jasmínovitá (Gardenia jasminoides) je pokojová rostlina oblíbená pro svou dekorativnost, květy a intenzivní jasmínovou vůni, podle níž má i své jméno. Patří mezi nejčastěji pěstované druhy rodu gardénie.
V místě svého původu, v Číně, Japonsku, Laosu, Thajsku a Vietnamu, je běžnou venkovní rostlinou. Roste ve světlých lesích, houštinách a v pobřežních porostech od mořské hladiny až po kopce a horské svahy do nadmořské výšky 1500 m. Mimo svůj původní areál je lidmi rozšířena do volné přírody na mnohá místech, vyskytuje se v různém rozsahu ve všech světadílech se subtropickým klimatem.
Do Evropy se dostala v polovině 18. století a velmi rychle se rozšířila, její květy se v té době staly oblíbenou dekoraci knoflíkových dírek. Protože nesnáší teploty pod +10 °C, a již vůbec ne mráz, je ve středoevropských podmínkách nutně pěstována jako pokojová nebo skleníková rostlina.

## Ekologie
Rostlina je vápnostřežná a potřebuje vyloženě kyselou půdu, stejně tak i voda k zalévání nebo hnojivo nesmí obsahovat vápník. Od jara do konce léta jí prospívá pravidelné hnojení a mlžení listů, nestříkat však na květy.
Přes léto se pěstuje na světlém stanovišti s rozptýleným světlem, v zimním období je slunečního záření méně a může být na plném slunci. V období růstu potřebuje stálou vláhu, ne však přemokření, naopak v zimě je nutno zálivku silně omezit. Po nasazení poupat potřebuje vyšší vzdušnou vlhkost, jinak poupata opadají a rostlina trpí savým hmyzem. Někdy je pěstována jako přenosná rostlina, na jaře se vystěhuje ven do polostínu a při podzimním poklesu teploty pod +10 °C se vrátí dovnitř. Kvete od června do září.

## Popis
Vytváří husté, kompaktní keře, které jsou v přírodě vysoké až 2 m, při pěstování v květináčích dorůstá do výše 0,5 až 1 m. Tato stálezelená rostlina má šedivé větévky zprvu draslavě pýřité a později olysané, které jsou porostlé vstřícně vyrůstajícími, tmavě zelenými listy s krátkými řapíky a tenkými, vytrvalými palisty. Jejich tuhé, kožovité čepele mají podlouhle kopinatý, vejčitý či eliptický tvar, mohou být dlouhé až 20 cm a široké 8 cm, bázi mají ostře klínovitou, vrchol tupý nebo ostrý, po obvodě jsou celokrajné a mívají 8 až 15 párů žilek.
Květy na stopkách asi 1 cm dlouhých vyrůstají na koncích větviček většinou jednotlivě a mají typickou silnou, sladkou vůni připomínající jasmín. Jsou oboupohlavné, talířovitě rozprostřené a bývají velké až 4 cm. Vytrvalý kalich je tvořen pěti nebo šesti, chlupatými či lysými, trojúhelníkovitými, špičatými plátky o délce až 3 cm. Koruna má stejný počet bílých až světle žlutých, zaoblených plátků 4 cm dlouhých tvořících trubku.
Plod je žlutá nebo oranžová, 2 cm velká, vejčitá bobule obsahující okrouhlá semena. Rostlina se obvykle rozmnožuje na jaře vrcholovými řízky.

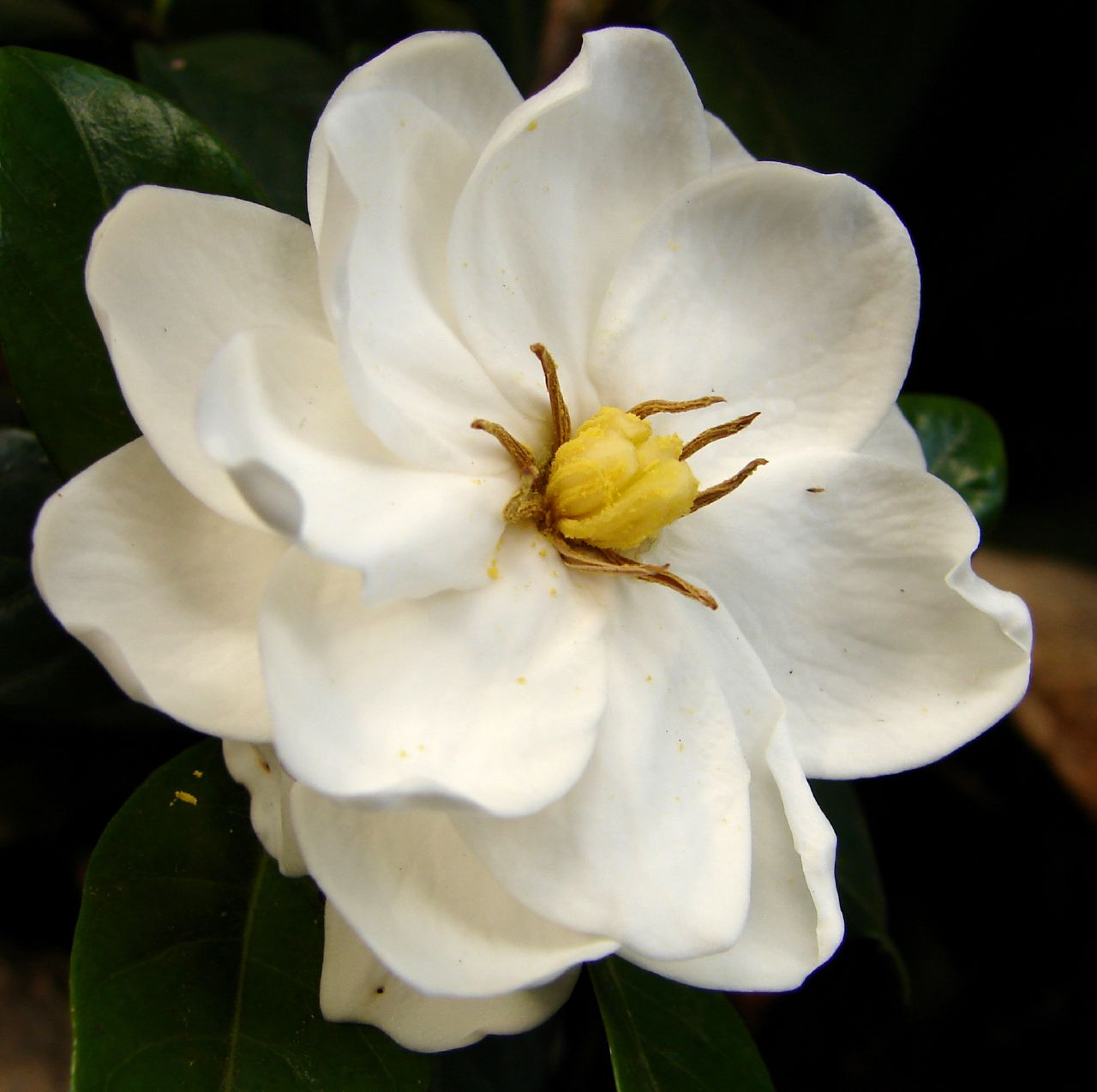
Plnokvětý kultivar

## Význam
Gardénie jasmínovitá se pěstuje hlavně jako okrasná rostlina, která po dobu kvetení esteticky působí na prostředí svými krásnými, trvalými a voňavými květy a po celý rok lesklými listy. Je morfologicky hodně proměnlivá a byla již vyšlechtěna řada kultivarů s různě velkými listy, odlišnou vzrůstností rostliny a novými tvary květů. Byly vyšlechtěny tzv. plnokvěté odrůdy, rostliny mající dvoj- nebo trojnásobný počet korunních plátků.
V tradiční čínské medicíně se plodů gardénie používá k léčbě zánětů, otoků, horečky, bolestí hlavy, nemocí jater i při vysokém tlaku. Plody se před požitím vaří nebo praží, což zvyšuje jejich léčivé a eliminuje škodlivé účinky. Lze je použít také jako potravinářské barvivo.
Gardenia se používá v parfumerii, mimo jiné jako hlavní tón. Nota gardénie je obsažena v pyramidách následujících parfémů: Tom Ford Black Orchid, Paco Rabanne Lady Million, Givenchy Amarige, Versace Crystal Noir atd.

## Galerie

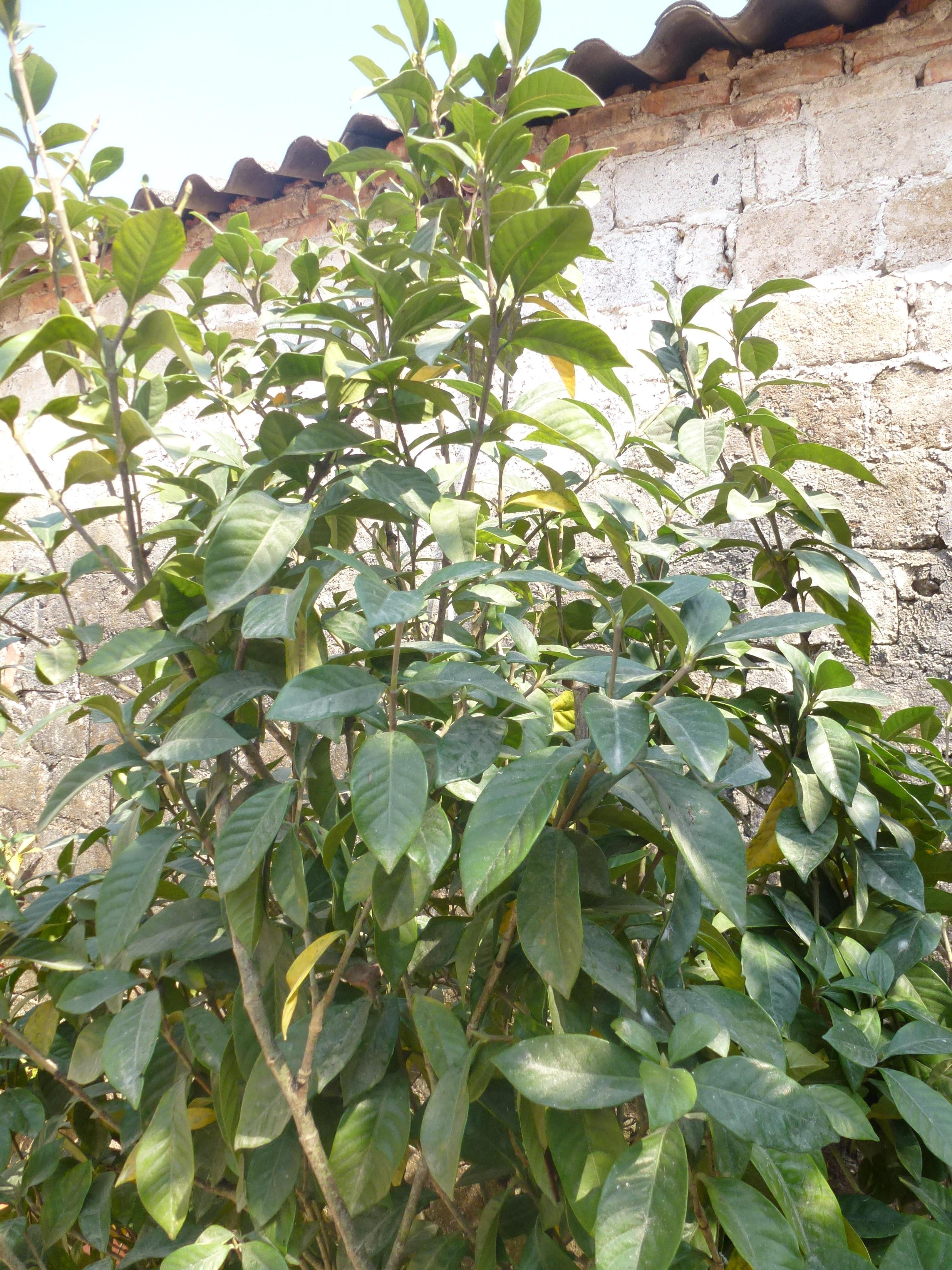
Rostlina
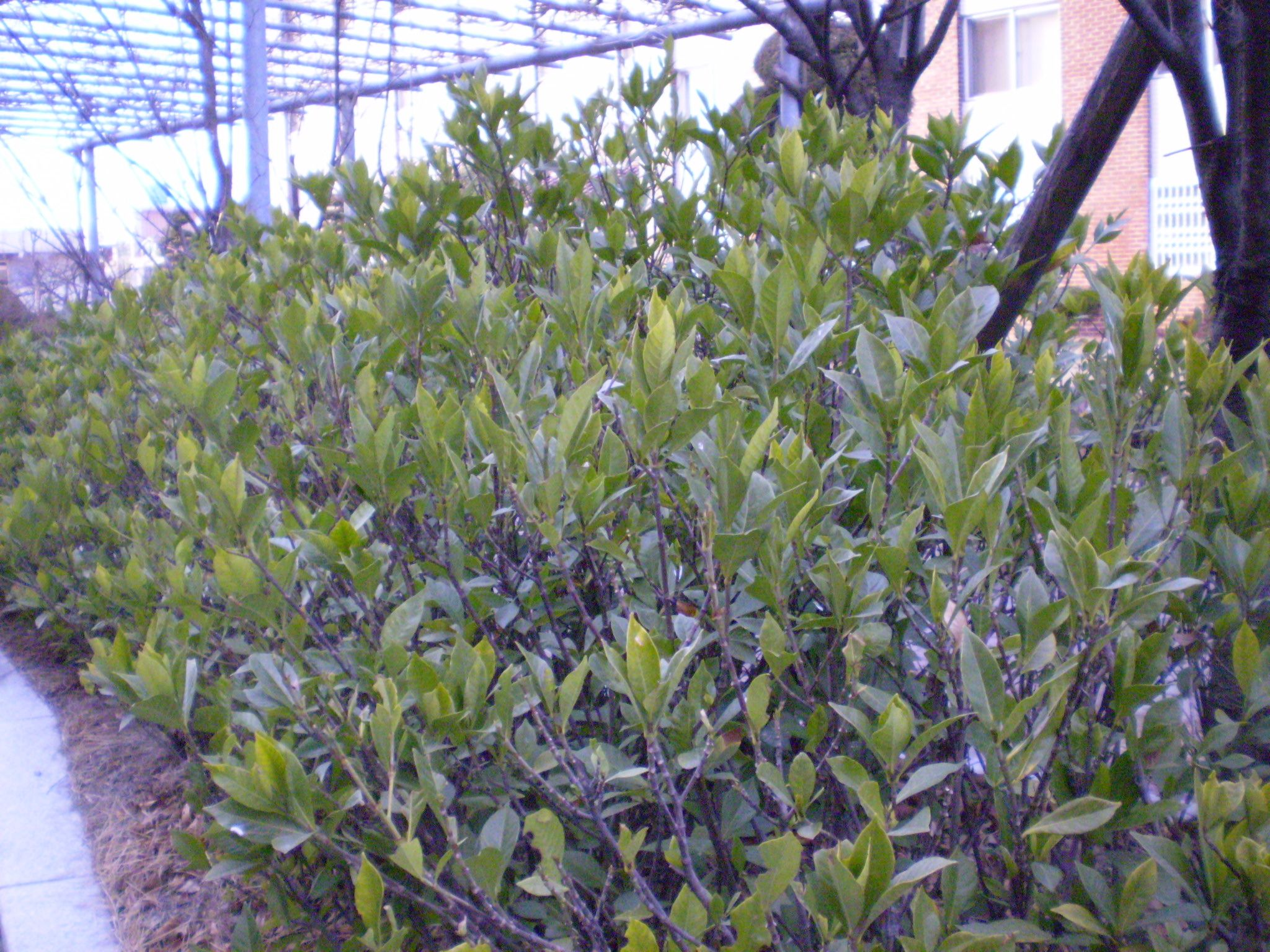
Pěstování v létě
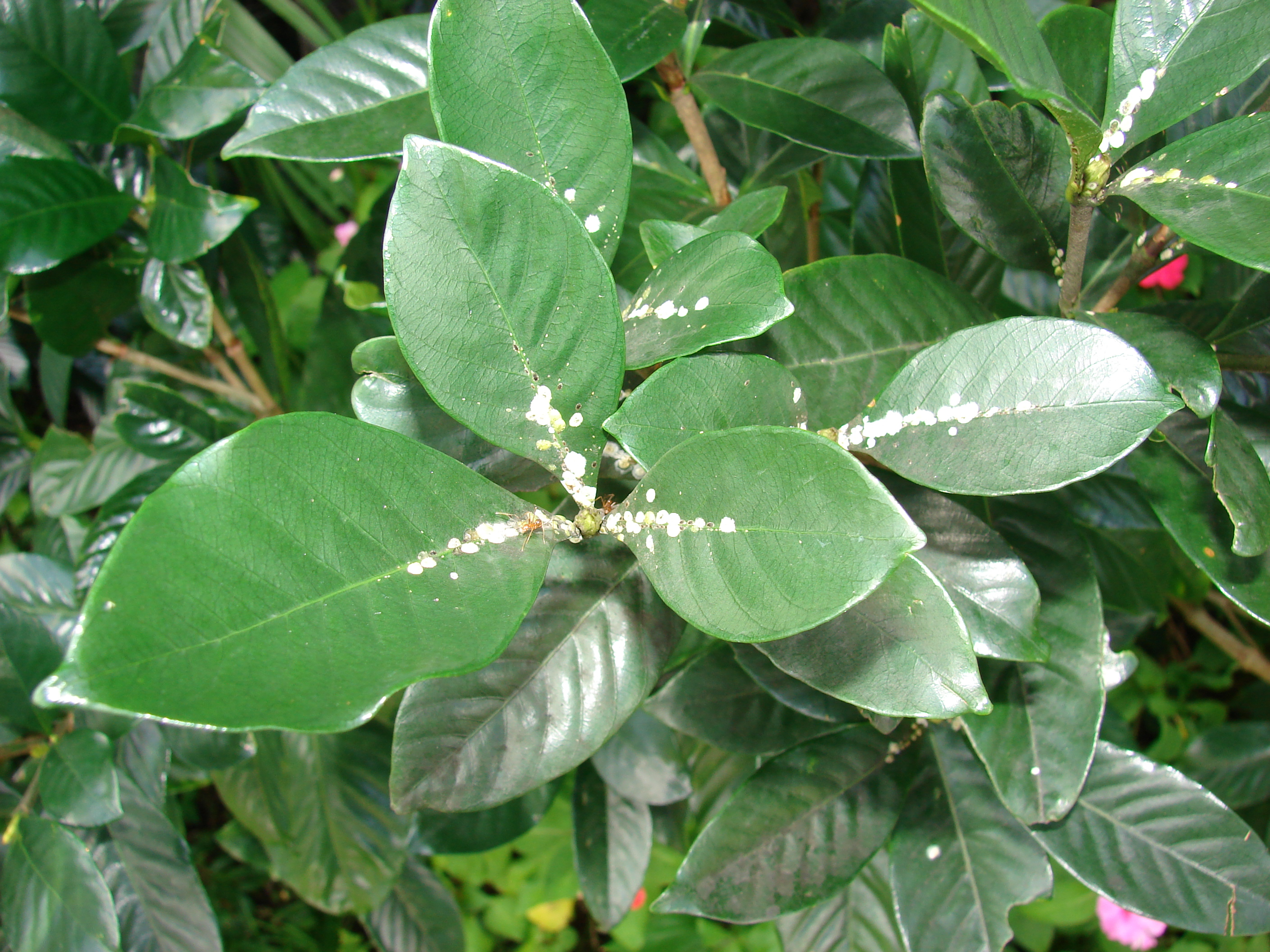
Listy
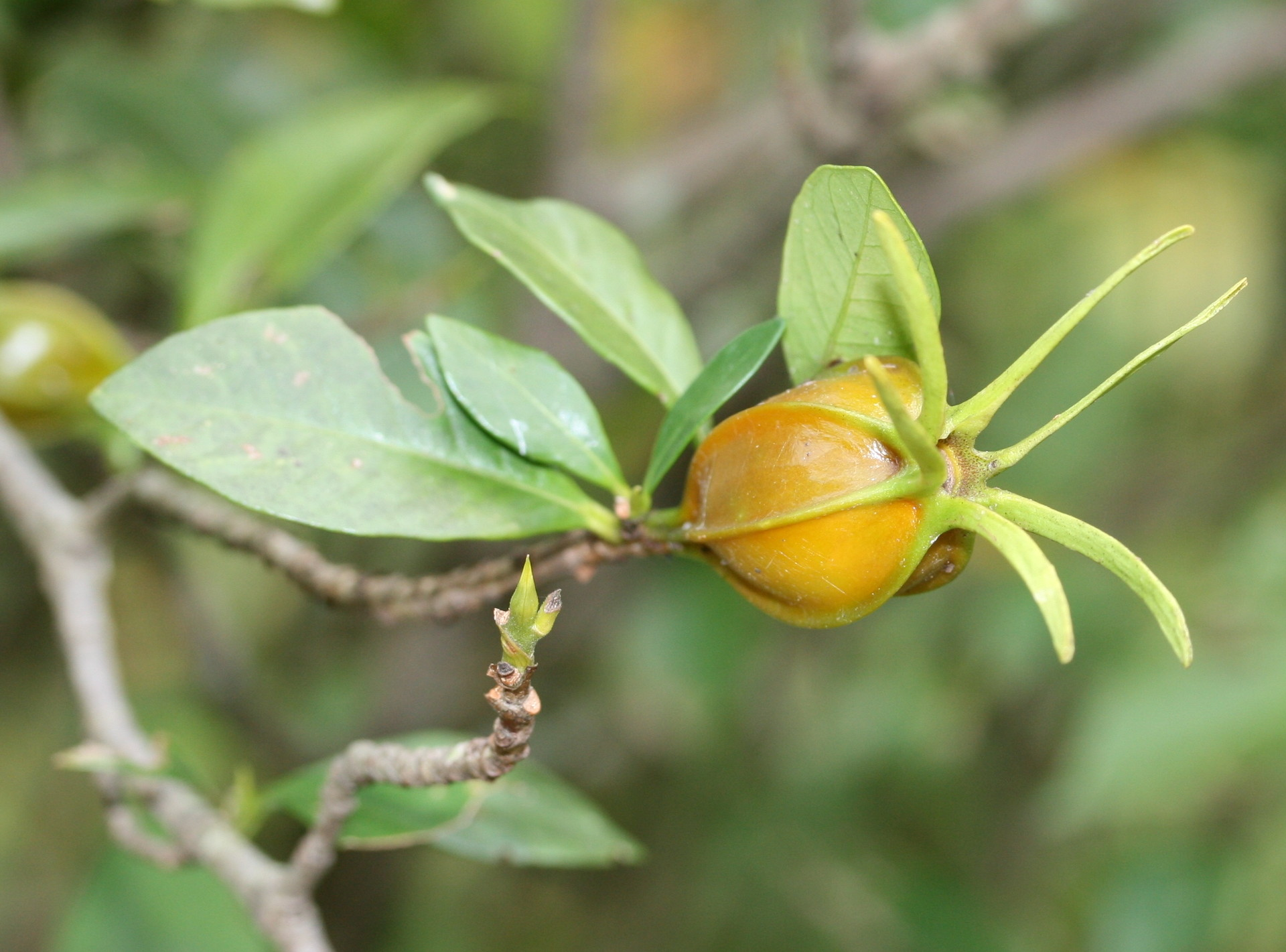
Plod